# Monumentalno groblje
Camposanto Monumentale ("monumentalno groblje") je istorijski objekat nа severnoj ivici Polja cuda u Pizi, Italija. "Kampo santo" može se doslovno prevesti kao "sveto polje", jer se govori da je izgrađeno na svetoj zemlji sa Golgote, donesenoj u Pizu iz Četvrtog krstaškog rata od strane Ubaldo de 'Lanfranhi, arhiepiskopa Pize u 12. veku. Legenda kaže da tela zakopana u ovu zemlju istrunu za samo 24 sata. Groblje se nalazi na ruševinama stare krstionice crkve "Santa Reparata". Crkva je nekada stajala na mestu na kom sada stoji katedrala. Termin "monumentalno" služi zbog razlikovanja od kasnije uspostavljenog gradskog groblja u Pizi. Ono se zove "Kamposanto vekio" ("staro groblje"). Izgradnja ovog velikog, duguljastog Gotičkog groblja je počelo u 1278. od strane arhitekta Đovani Di Simone. Umro je u Pizi 1284, kada je Piza pretrpela poraz u pomorskoj bici kod Meloria protiv Đenove. Groblje je zavrseno 1464. Čini se da zgrada nije trebalo da bude groblje, već crkva Santisima Trinita (Svete Trojice), ali je projekat promenjen tokom izgradnje. Međutim, mi znamo da je originalni deo bio zapadni i da je on bar neko vreme bio pomenuta crkva, a da je istočni deo poslednji izgrađen.

### Građevina
Spoljni zid se sastoji od 43 luka. Postoje dva ulaza. Jedan sa desne strane je krunisan elegantnom gotičkom bogomoljom. Na njoj je prikazana Devica Marija sa detetom, okružena sa četiri svetitelja. To je uradio u drugoj polovini 14. vekа sledbenik Đovania Pisano. Ovo su u originalu bila ulazna vrata. Većina grobnica su pod arkadama, mada malo njih je na centralnom travnjaku.
Groblje ima tri kapele. Najstarije su Kapela Amanati (1360) i dobila je ime od groba Liga Amanati, profesora na Univerzitetu u Pizi, а kapela Aula gde je oltar koji je napravio Đovani della Robia 1518. U ovoj kapeli moze se videti originalna lampa koju je Galileo Galilej video, u svoje vreme, unutar katedrale i koja je ubrzo zamenjena većom. Poslednja kapela je Del Poso po narudžbini arhiepiskopa Pize Karla Antonija Del Poso 1594, ima oltar posvećen Svetom Džeromu sa malom kupolom. U ovoj kapeli u 2009. su preseljene relikvije Katedrale: u relikvije između ostalih spade jedanaest od dvanaest apostola, dva fragmenta Isusovog krsta, trn iz Kruna Hrista i mali komad haljine Bogorodice.

### Sarkofazi
"Kampo santo" sadrži ogromnu kolekciju rimskih sarkofaga, ali ima samo 84 u kolekciji sa rimskim i etrurskim urnama i skulpturama sada u Muzeju katedrale. Sarkofazi su u početku bili svi oko katedrale, često spojeni sa zgradom sve dok groblje nije izgrađeno. Karlo Lasinio, godinama je bio kustos. "Kampo santo" je prikupljao mnoge druge drevne relikvije koje su rasprostranjene u Pizi da bi napravio neku vrstu arheološkog muzeja u groblju. Danas su sarkofazi u galeriji, blizu zidova.

### Freske
Zidovi groblja su nekada bili prekriveni freskama, prva je naslikana 1360, poslednja oko tri veka kasnije. Prva je bila "Raspeće Frančeske Traini", na jugozapadnoj strani. Onda, dalje, na južnoj strani, "Strašni sud", "Pakao", "Trijumf smrti" i "Anakoreti Nela Tebajde", koje se obično pripisuju Buonamiku Bufalmakou. Ciklus fresaka nastavlja priče Starog zaveta od Bolka Gocoli (15. vek), dok su na južnoj arkadi bile priče "Pisan svetih", Andrea Bolaiutia, Antonija Beleziana i Spinella Aretino (između 1377. i 1391.) i "Priče o poslu", od Tadea Gadi (kraj 14. vekа). U isto vreme, na severu galerije su bile priče o "Postanju" od Pjera di Pusio.
Dana 27. julа 1944, deo bombe iz savezničkih napada započeo je požar. I pored svih cisterni za vodu, vatra nije mogla na vreme da se stavi pod kontrolu i spaljene su drvene grede i istopljeno olovo od krova. Uništavanje krova teško je oštetilo sve unutar groblja, uništavajući najveći deo skulptura i sarkofaga kao I freski. Posle Drugog svetskog rata, su počeli restauratorski radovi. Krov je obnovljen što je moguće sličnije svom predratnom izgledu, а freske su odvojena od zidova da bi se postavile na druga mesta. Nakon što su freske uklonjene, i preliminarni crteži, koji se zovu sinopie takođe su uklonjeni. Ovi pod-crteži su odvojeni koristeći iste tehnike koje se koriste na freskama i sada su u Muzeju Sinopie, na suprotnoj strani trga. Obnovljene freske koje su sačuvane do danas se postepeno vraćaju na originalne lokacije na groblju da bi se obnovilo "Campo santov" izgled pre rata.